# 油布賢一
油布賢一（ゆふ けんいち、 - ）は、日本の音楽プロデューサー、作詞家、作曲家、編曲家、トラックメイカー、マニピュレーター、レコーディング・エンジニア、A&R、実業家。

## 概要
音楽との出会いは、幼稚園時にピアノを習い、大学時代テニスコーチをしながらギターを始めたこと。
卒業後、Apple製MacとMTRを購入してDTMで作曲活動を開始。名古屋アポロシアター（現アポロベース）で週1ライブをはじめた。影響を受けたアーティストはビートルズ、U2、OASIS、STING、ボン・ジョヴィで、中学・高校時代はオーディオマニアだった。
自身の作曲の転調や展開術に関してはエクシング（ジョイサウンド）制作部で耳コピの仕事にしていく内にカラオケで人気のある曲の方程式を見つけ出した。
2021年2月現在、作編曲が200曲。プロデュースを含めて580曲。

### 年譜
- 1988年 - 大分県立大分南高等学校 入学[2]
- 1991年 - 南山大学入学[2]
- 2000年 - 株式会社エクシング（ジョイサウンド）制作部に入社。退社時の役職は第一制作G・統括プロデュサー[2]
- 2007年 - ゲームメーカーハドソンの音楽事業部にゼネラルマネージャーとしてヘッドハンティング。ポニーキャニオンと受託契約を結びレーベル『ハドソン・ミュージックエンタテインメント』を立ち上げる[2]
- 2008年 - LGYankees、Noa、LGMonkees、Clef、SO-TAなどをプロデュース[2]
- 2011年 - 愛知県に株式会社I.Y.Oを設立[2]
- 2012年 - エイベックスエンタテインメントと販売受託契約を締結。エクシング(JOYSOUND)と業務取引契約を締結[2]
- 2014年 - 2月、ZIP-FMと組み『Noa＆ユンジ』をプロデュース[2]。3月、『ハイレゾカラオケ』の商標を取得[3]
- 2015年 - OS☆Uの音楽プロデューサー就任[4]。7月、作曲したJUJU『Eternally』がコニカミノルタプラネタリウム“満天”10周年記念テーマソングに起用[5]
- 2016年 - 名古屋大須のライブハウス『X-HALL』の経営権を取得し、『X-HALL-ZEN-/THEATER OSU』として運営開始[2][6]
- 2017年 - 『ハイレゾカラオケ』の商標をエクシングにライセンスアウト。男性アーティストCool-Xのプロデュースを始める[7]
- 2019年 - OS☆Uの運営会社「株式会社 にぎわいファクトリー名古屋」の代表取締役に就任[2]
- 2020年 - 1月、東海地域のFM局「ZIP-FM」とCool-Xのプライベートレーベル「ZIP-X」（販売元：エイベックス・エンタテインメント）を設立[7]。10月、「ZIP-X」よりCool-Xが名古屋随一のラッパー「SEAMO」を客演に迎え、名古屋芸術大学のオーケストラ＆合唱隊とコラボしたコロナ禍にエールを贈る意欲作『My Friend feat. SEAMO』が配信開始。11月4日CD発売。本楽曲の配信売上が名古屋市・愛知県を通じ医療従事者に寄付[7]

## 人物
- 硬式テニスが得意で高校時代は団体で県ベスト4、愛知県選手権のダブルスで3位入賞した、大学時代はテニスコーチをしていた[8][1]。
- 趣味はサウナと読書。特に司馬遼太郎の歴史小説が好き。歴史好きの中でも特に戦国時代と幕末と、世界史ではギリシャ・ローマ時代、中国史では秦以降の項羽と劉邦時代を好む[8][1]。
- 尊敬する人物は松浦勝人と孫正義である[8][1]。
- 夢は作曲・編曲・プロデュースのどれかでグラミー賞受賞[1]。
- 好きな言葉は「WE CAN DO IT.」と「TRY&TRY...失敗の先に成功と栄光がある」[1]
- 23才の頃、テニスのインストラクターをしていたときに受付をしていた20才の彼女と3年後に結婚。2児の父（2人とも男の子）[1]。
- 2021年から音楽活動を志す若者に音楽・作曲ラボを始動。自分独自の音楽理論を展開、その日のうちに1曲作ることをミッションに定め実践を教えている[1]。

## 主な提供楽曲

### 『I.Y.O』名義
- OS☆U
  - ガンガン☆ダンス（共作詞）[1]
  - Love is All ～つながる「ありがとう」～（共作詞）[1]
  - キミはHERO（作詞）[1]
  - ラブラブ☆ハリケーン 〜No.1!!!!!!!～（共作詞）[1]
- Cool-X
  - Kiss Me（共作詞）[1]
  - SEEK （共作詞）[1]
  - バーニング!! ～Dance with Me～（共作詞・共作曲）[1]
  - 春歌（作編曲）[1]
  - Playback（作曲）[1]
  - Lady Crazy（作編曲）[1]
  - My Friend feat. SEAMO（作編曲）[1]

### 『KENNY』名義
- LGYankees
  - Dui☆Dui feat. 大山愛未（共作曲）[1]
  - 7days diary feat. Noa（共作曲）[1]
  - 恩返し feat. Oh Yeah Yankee (a.k.a 大江裕)（共作曲）[1]
  - かけがえのない場所 feat. 0TU1（共作曲）[1]
- LGMonkees
  - 赤い実ハジケタ恋空の下（共作曲・共編曲、マニピュレーター）[1]
  - NAGISA（共作曲、マニピュレーター）[1]

### 『油布賢一』名義
- 樋江井ありさ
  - キミとの世界（作曲）[1]
- JUJU
  - Eternally（共作曲）[1]

### 『KENNY a.k.a 油布賢一』『油布賢一 a.k.a KENNY』名義
- OS☆U
  - ガンガン☆ダンス（共作曲）[1]
  - Love is All ～つながる「ありがとう」～（共作曲）[1]
  - K.B.M ～Intro～（作曲）[1]
  - キミはHERO（共作曲・共編曲）[1]
  - もうすぐKissだよ☆ (Chu!Chu!Chu!)（共作曲）[1]
  - ラブラブ☆ハリケーン 〜No.1!!!!!!!～（共作曲・編曲）[1]
  - I Say Good-Bye（共作曲）[6]
  - ガンガン☆レインボー（作曲）[6]
  - チクタク☆ラブ（共作曲）[1]
- READY TO KISS
  - エメラルド・クリームソーダ（作曲・編曲）[1]
  - ストロベリー・ソフトキャンディ（作曲・編曲）[1]
  - ゴールデン・マンゴーパフェ（作曲・編曲）[1]
  - ブルーベリー・ヨーグルト・スムージー（作曲・編曲）[1]
  - フェアウェル・チョコバナナ・パンケーキ（作曲・編曲）[1]
- Jewel☆Neige
  - White Trip（作曲・編曲）[1]

### 『大分Ken』名義
- HKT48 feat. 氣志團
  - しぇからしか!（作曲）[1]
- OS☆U
  - Sweet Love Story（共作曲）[1]

## プロデュースしたアーティスト
- OS☆U[1]
- LGYankees[1]
- Noa[1]